# 喬允升
喬允升（1553年—1631年），字吉甫，號鶴臯，河南河南府孟津縣籍，洛陽縣人，明朝政治人物，萬曆進士。天啟、崇禎間兩任刑部尚書。

## 生平
萬曆十年（1582年）壬午科河南鄉試舉人。萬曆二十年（1592年）壬辰科進士第三甲第一百三十六名。吏部觀政，十二月除山西聞喜縣知縣，萬曆二十二年調為太谷縣知縣。在任期間督民夫修復酎泉渠，並在各村開荒十餘頃，又修學宮、均賦役、實倉儲、嚴保甲、禁淫汰、懲姦蠹、抑豪強，二十六年以治行高等行取入京，三十三年被擢升為江西道御史。後來，他歷任宣、大、山西、畿輔等地的巡按御使，並著風采。
萬曆四十年（1612年）喬允升累遷至順天府丞，四十四年升順天府尹，但當時正值齊楚浙黨掌權，黨政激烈，因而他于次年稱病歸里。天啟初年，起太常寺卿，天啓三年（1623年）歷官刑部左右侍郎，進刑部尚書，魏忠賢逐吏部尚書趙南星，以其為南星同黨，落職閒住。崇禎初，官復原職，并糾正了崇禎帝一些過激的訟獄。崇祯二年（1629年）冬十月，后金皇太极率兵由喜峰口入关，逼近京師，在押囚犯刘仲金等狱囚一百七十人乘机越狱。崇禎帝震怒，诏令逮捕乔允升，論死，因年老改遣戍边卫。崇祯四年（1631年），允升被押解至戍所，不久卒，年七十八。

## 家族
曾祖父喬洪，寿官；祖父喬佩；父親喬桐，寿官。

## 延伸阅读
[在维基数据编辑]
 《明史卷二百五十四》，出自《明史》